# Acalypha bullata
Acalypha bullata é uma espécie de flor do gênero Acalypha, pertencente à família Euphorbiaceae.